# یواس‌اس موری (دی‌دی-۱۰۰)
یواس‌اس موری (دی‌دی-۱۰۰) (به انگلیسی: USS Maury (DD-100)) یک کشتی بود که طول آن ۹۵٫۸۳ متر (۳۱۴٫۴ فوت) بود. این کشتی در سال ۱۹۱۸ ساخته شد.